# Агнес фон Церинген
Агнес фон Церинген (на немски: Agnes von Zähringen, * ок. 1160, † 1239) от род Церинги е чрез женитба графиня на Урах. Тя наследява цялата собственост на Церингите на дясната страна на Рейн.
Тя е голямата дъщеря на херцог Бертхолд IV фон Церинген (1125 – 1186) и Хайлвиг от Фробург († пр. 1183). Баща ѝ Бертхолд IV се жени втори път през 1183 г. за Ида Лотарингска (1160 – 1216), дъщеря на Матийо Елзаски. Нейната сестра Анна се омъжва за Улрих III, граф на Кибург († 1227).
Агнес се омъжва през 1180 г. за Егино IV фон Урах, „Брадатия“ (1160 –1230), граф от Урах. На 18 февруари 1218 г. тя наследява цялата собственост на Церингите на дясната страна на Рейн в Брайзгау, в Шварцвалд и на Баар от бездетния си брат Бертхолд V, последният херцог на Церинген.

## Деца
Агнес фон Церинген и Егино IV имат децата:
- Конрад (* ок. 1180; † 1227), кардинал-епископ на Порто и папски легат
- Егино V = Егино I (или Егон) фон Фрайбург (* ок. 1185; † 1236/1237), първият граф на Фрайбург
- Йоланта (* 1188; † 1218), ∞ граф Улрих III Нидау († 1225)
- Рудолф (* 1205; † пр. 1260), граф на Урах-Детинген (заедно с Бертхолд наследник на собствеността на Урахите), от 1254 г. монах в Бебенхаузен
- Бертхолд фон Урах († 1242), абат на манастирите Тененбах (1207 – 21), Лютцел и Залем (1221 – 20)
- Хайлвиг († 1262), ∞ пр. 1215 г. за граф Фридрих II фон Пфирт († 1234)
- Агнес († сл. януари 1231), ∞ за маркграф Хайнрих I фон Баден-Хахберг († 1231)